# Leucotrichia viridis
Leucotrichia viridis är en nattsländeart som beskrevs av Oliver S. Flint Jr. 1967. Leucotrichia viridis ingår i släktet Leucotrichia och familjen smånattsländor. Inga underarter finns listade i Catalogue of Life.